# ケモノガリ
『ケモノガリ』は、東出祐一郎によるライトノベル作品。挿絵は品川宏樹。
東出祐一郎によって、ガガガ文庫から刊行された小説としては、『Bullet Butlers』のノベライズ作品に続いて第二作にあたる。今作品は、完全新作のオリジナル書き下ろし作品。

## あらすじ
東欧小国で修学旅行中のバスが拉致される事件が発生した。犯行グループは、財閥の好事家たちによる「狩猟クラブ」。彼らは、生徒にGPSを埋め込み、「人間狩り(ケモノガリ)」のゲームを行った。しかし、その時、赤神楼樹の才能が開花してしまった。

## 登場人物
赤神楼樹
本作の主人公。
何の才能も特徴もない普通の高校生だったが修学旅行で訪れた国で<<クラブ>>の殺人ゲームへと巻き込まれる中で異常とさえいえる殺人の才能を開花させる。
性格は基本的には合理的だが、近しい人物を傷つけられることにより激昂するなど情が深い部分もある。
第1巻で戦闘中に右目をスナイパーライフルで撃ち抜かれ、それ以来片目似包帯が覆われている（おそらく失明している）。
武器は主に成り行きで入手したククリナイフだが、有効な手段であればその場にある武器を使うこともある。
また、1巻終盤からは『ロビン・フッド』から奪った弓も使用し、2巻ではファーレンバイダーの攻撃によって自らの体に刺さった透明ダガーを使用し後のガートルード戦でも使用している。
前述の通り異常とさえいえる殺人の才能を持っており、（それまで荒事に対して何の免疫もない状態で）素手で大人の男を絞め殺す、幼稚園児の頃ウルフドッグを刺し殺す、スナイパーライフルの狙撃に反応するなど尋常ならざる殺人、生存の才能を持っている。
幼馴染の貴島あやなに対してははっきりした恋愛感情を抱いており相思相愛だったが、殺人の才能を開花させたことにより同じ道は歩めないと決断し別れを告げる。
貴島あやな
楼樹の幼馴染。1巻から登場
楼樹とともに修学旅行で訪れた国で<<クラブ>>の殺人ゲームへと巻き込まれる。
かなり楽観的な性格。楼樹いわく『人の心をいやす才能』があるらしい。
楼樹の殺人の才能を知っていた唯一の（楼樹本人を含めても）人物であり、幼いころその才能を目の当りにしてもそれに怯えるよりも楼樹を心配すると言う優しい心の持ち主。
楼樹を含めたクラスメートと廃墟の立ち並ぶゴーストタウンへと取り残され、楼樹と自分を除けば唯一生き残ったクラスメート深山ハルとともに生還し日本へと帰った。
楼樹からは別れを告げられたが、本人としては一生会わないつもりなどさらさらなく、生還後は楼樹の足手まといとならないよう語学や護身術を学んでいる。

## 既刊一覧
- ケモノガリ　　2009年7月17日発行　ISBN 978-4-09-451148-2
- ケモノガリ 2　2010年7月17日発行　ISBN 978-4-09-451219-9
- ケモノガリ 3　2011年2月18日発行　ISBN 978-4-09-451253-3
- ケモノガリ 4　2012年1月18日発行　ISBN 978-4-09-451317-2
- ケモノガリ 5　2012年10月18日発行 ISBN 978-4-09-451371-4
- ケモノガリ 6　2013年5月17日発行　ISBN 978-4-09-451411-7
- ケモノガリ 7　2013年12月18日発行　ISBN 978-4-09-451455-1
- ケモノガリ 8　2014年6月18日発行　ISBN 978-4-09-451492-6

### オーディオブック版
第1巻の内容がデータ販売でオーディオブック化されている。2021年6月21日発売。配役は佐野愛（朗読（三人称））、米内佑希（朗読（一人称）＆赤神楼樹）、本泉莉奈（貴島あやな）、長谷美希（深山・パトリシア・葉瑠＆守岡唯子ほか）、比留間俊哉（矢崎一平ほか）、木村隼人（横見＆ロビン・フッドほか）、桑田直樹（館山＆ハリウッド・スターほか）、若林佑（村上先生＆ミスターほか）。

## 漫画
平原明の作画により、エイジプレミアム2012年6月号より漫画化されたが、単行本化はされなかった。